# Pseudokochiomyia camphorosmae
Pseudokochiomyia camphorosmae är en tvåvingeart som först beskrevs av Fedotova 1984.  Pseudokochiomyia camphorosmae ingår i släktet Pseudokochiomyia och familjen gallmyggor.
Artens utbredningsområde är Kazakstan. Inga underarter finns listade i Catalogue of Life.